# Дрезденский авиастроительный завод
Elbe Flugzeugwerke GmbH — предприятие авиационной промышленности в Дрездене, Германия. Во времена ГДР завод являлся единственным авиастроительным предприятием в стране.

## История
После окончания войны восточная часть Германии оказалась под контролем советской военной администрации. В число занятых Советской армией городов входил и Дессау, где располагался крупнейший авиационный завод фирмы «Юнкерс». В ходе операции «Осоавиахим» бывшие сотрудники завода, в том числе и авиаконструктор Брунольф Бааде, были вывезены в СССР, где в конце 1940-х — начале 1950-х годов во вновь созданном ОКБ Алексеева при помощи немецких специалистов был построен ряд прототипов бомбардировщиков.
По решению Политбюро СЕПГ в декабре 1954 года в ГДР был принят план по созданию собственной авиационной промышленности. План предусматривал строительство завода в Дрездене и лицензионное производство советских самолетов Ил-14 с темпом производства 10 единиц в месяц. Завод, получивший название VEB Flugzeugwerke Dresden, возглавил вернувшийся из СССР в том же году Бааде. В 1955-1958 годах завод выпустил 80 Ил-14.
Помимо лицензионного производства советских самолетов, план предусматривал создание первого немецкого реактивного пассажирского самолета, получившего индекс 152. За его основу были взят проект бомбардировщика 150, над которым Бааде работал в ОКБ Алексеева в период своего пребывания в СССР. Прототип лайнера был готов декабре 1958 года и в том же месяце выполнил свой первый полёт. Из-за многочисленных задержек при разработке (по первоначальному плану первый летный прототип должен был быть построен еще в 1956 году) Baade 152 был признан устаревшим еще до запуска серийного производства, в результате чего программа была свернута в 1961 году. Предприятие было переименовано в VEB Flugzeugwerft Dresden и перепрофилировано под ремонт и модернизацию советских самолетов и вертолётов, стоявших на вооружении ВВС Национальной народной армии ГДР и других стран Восточного блока. Всего с 1961 по 1990 годы были отремонтированы свыше 2000 истребителей МиГ-15, МиГ-17, МиГ-19, МиГ-21 и 300 вертолётов Ми-2, Ми-4, Ми-8 и Ми-24. Кроме ремонта авиационной техники, предприятие занималось производством гражданской продукции, в частности, картофелеуборочных комбайнов; с 1976 года завод выпускал также бобы для бобслея, на которых спортсмены сборной ГДР завоевали несколько олимпийских медалей.
После объединения Германии авиазавод в Дрездене был преобразован в Elbe Flugzeugwerke GmbH (EFW) и снова приступил к производству авиационных компонентов. В частности, в 1991 году на предприятие было передано производство секций фюзеляжа Fokker 70 и 100, а также Bréguet Atlantique.
В 1993 на EFW было передано производство компонентов из композиционных материалов, в частности, для Airbus A300-600ST.
С 1996, после банкротства компании Fokker и прекращения производства самолетов одноименной марки, компания приступила к конверсии пассажирских самолетов А300/А310 в транспортные. Первый конвертированный самолет был передан заказчику FedEx в ноябре 1996 года.
В 2003 году компания выпустила первый самолет A310 MRTT, конвертированный из пассажирского A310. Всего в партнерстве с Lufthansa Technik AG было произведено шесть таких самолетов, из них 4 было поставлены Люфтваффе и 2 — ВВС Канады.
В 2007 году EADS, ОАК, корпорацией «Иркут» и EFW было создано совместное предприятие Airbus Freighter Conversion GmbH. Доля EFW в СП составляла 32%. Проектом предусматривалось совместное участие в конвертации самолетов A320 и A330 в грузовой вариант P2F с передачей первого переоборудованного самолета заказчику в 2011 году. Согласно проекту, работы по конвертации грузовых A330 должны были осуществляться на площадке в Дрездене, а A320 — в России. Иркутский авиазавод должен был стать поставщиком узлов и агрегатов для обеих площадок. Для организации производства в России рассматривались производственные мощности РСК МиГ в Луховицах и ЗАО «Авиастар-СП» в Ульяновске; в 2010 году было принято решение в пользу последнего. В 2011 году проект совместного предприятия был закрыт, причинами указывался значительный рост объемов пассажирских перевозок и вызванный этим рост стоимости пассажирских A320 на вторичном рынке, что делало их конвертацию в грузовую версию на тот момент нерентабельной. Эксперты называли причиной закрытия СП необходимость масштабных капитальных вложений, необходимых для запуска производства.
В 2017 году состоялась передача первого конвертированного EFW самолета A330P2F заказчику DHL.

## Деятельность
На сегодняшний день основной сферой деятельности компании является конверсия пассажирских самолетов семейств A320 и A330 в грузовые, а также техническое обслуживание самолетов Airbus всех типов, кроме Airbus A350. Помимо этого, предприятие также занимается производством компонентов из композитных материалов, используемых как в авиации, так и на морском транспорте и трамваях.

## Собственники и руководство
После приватизации в 1991 году предприятие перешло в собственность немецкой аэрокосмической корпорации DASA, а затем 51 процент акций был выкуплен Airbus. В 2000 году Airbus стал владельцем 100% акций EFW.
В 2013 году сингапурская компания ST Aerospace приобрела 35% акций Elbe Flugzeugwerke GmbH. В январе 2016 года ST Aerospace довела свою долю до 55%.
Генеральным директором с апреля 2022 года является Йорди Бото, ранее занимавший аналогичные должности в PFW Aerospace и ATR.

## Галерея

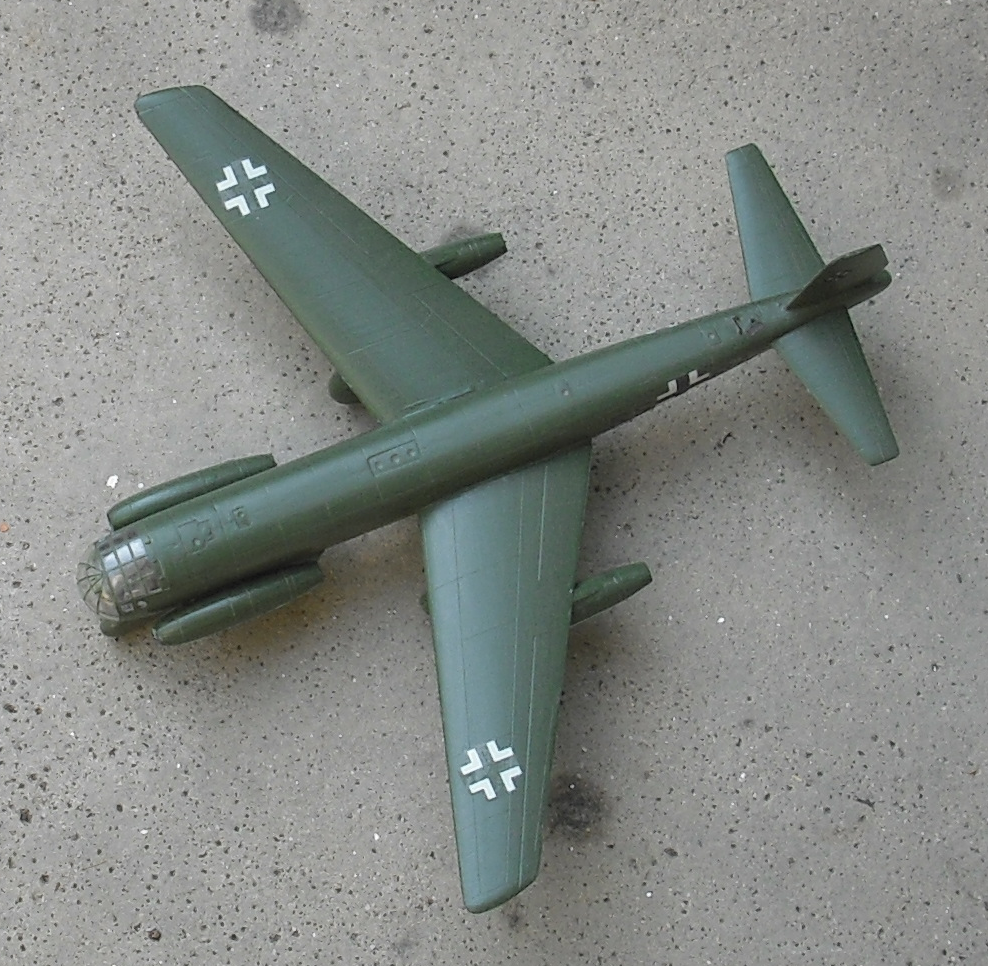
Масштабная модель Junkers Ju 287
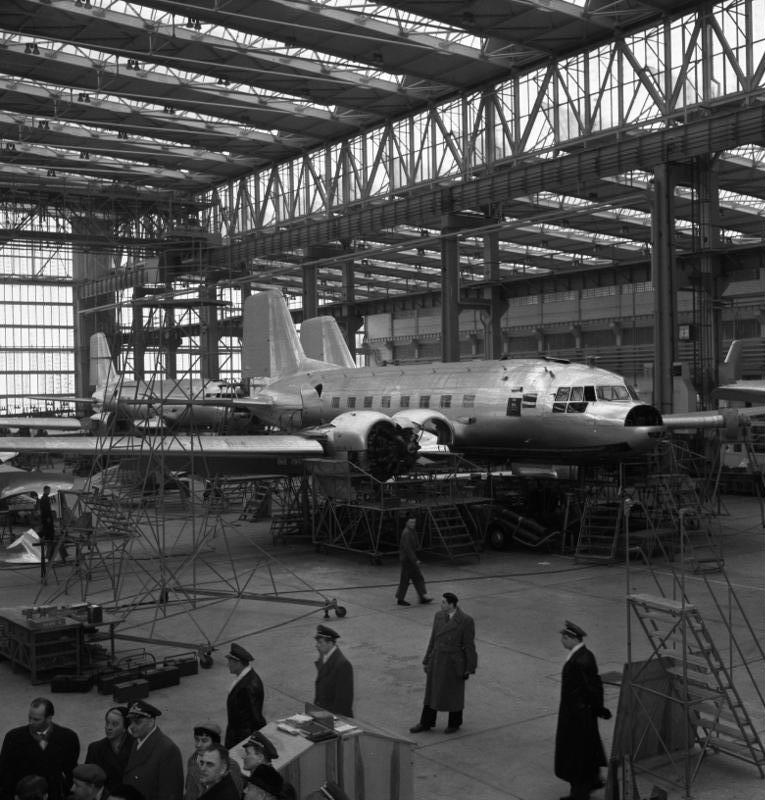
Сборка самолётов Ил-14
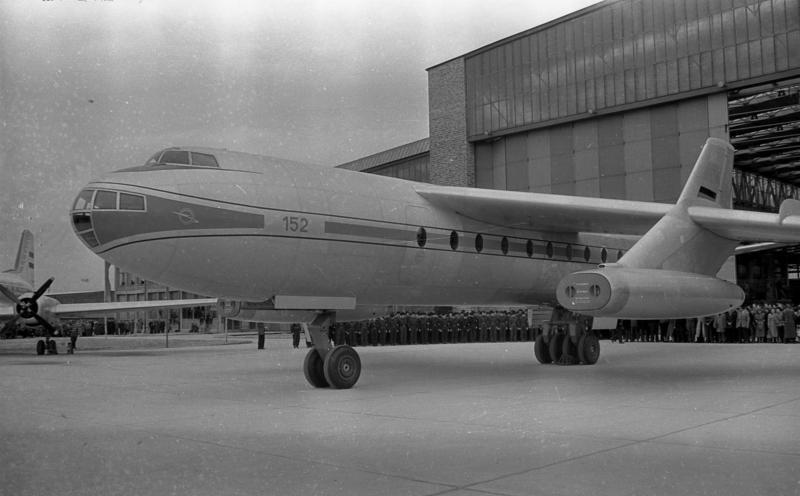
Первый летный экземпляр Baade 152
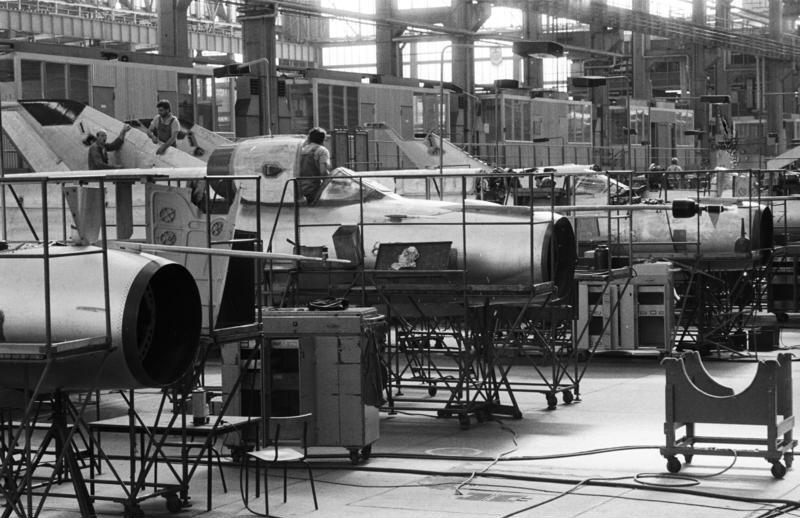
Ремонт истребителей МиГ-21
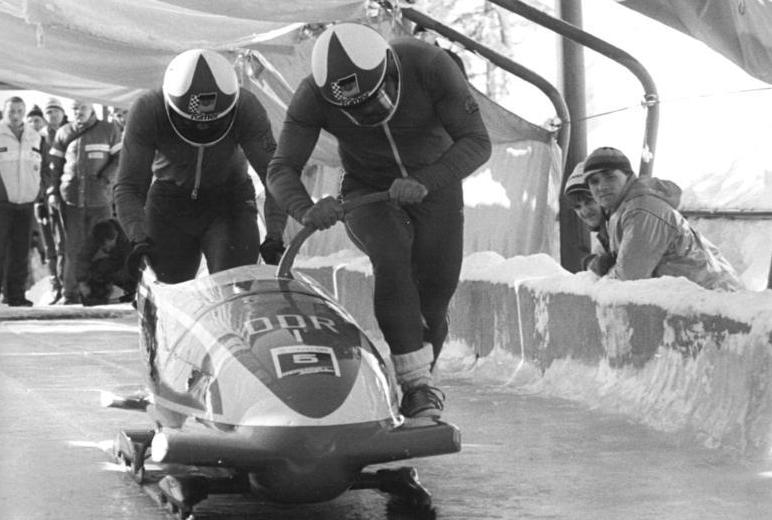
Боб производства Дрезденского авиазавода